# Break It off
Break It off – piosenka reggae/R&B stworzona przez: jamajskiego wokalistę reggae i dancehall Seana Paula oraz Rihannę, D. Bennett i K. Ford na drugi studyjny album Rihanny A Girl Like Me (2006). Utwór został wydany jako czwarty i finalny singel z krążka artystki. Piosenka została wykonana przez wokalistkę podczas Rockin’ New Years Eve '07. Rihanna podkreśliła, że jest zadowolona z nagrania utworu.
„Break It off” ukazał się w systemie download serwisu iTunes w lutym 2007 roku. Kilka dni po premierze piosenka znalazła się na miejscu #2 najczęściej ściąganych utworów z internetu. Utwór zadebiutował na miejscu #8 amerykańskiej listy Hot Digital Songs z ponad 75 tysiącami ściągnięć. Rozgłos w internecie pozwolił singlowi zmienić swoją pozycję na Billboard Hot 100 z #53 na #10. Najwyższą pozycję jaką utwór osiągnął to miejsce #9. Do tej pory piosenka została ściągnięta 252,265 razy.

## Teledysk
„Break It off” jest jedną z niewielu piosenek bez oficjalnego teledysku, które znajdowały się na liście Billboard Hot 100. Teledysk miał zostać wydany, jednak wytwórnie obojga artystów (Def Jam oraz Atlantic Records) zadecydowały o wycofaniu teledysku.

## Pozycje na listach
| Lista (2007)                          | Najwyższa pozycja |
| ------------------------------------- | ----------------- |
| Bułgaria (Singles Top 40)             | 33                |
| Kanada (Canadian Hot 100)             | 19                |
| Portugalia (Singles Top 50)           | 8                 |
| Stany Zjednoczone (Billboard Hot 100) | 9                 |
| Świat (World Singles Top 40)          | 21                |